# Cabo Roig
Cabo Roig is de naam van een urbanisatie, zandstrand en jachthaven in de deelgemeente Orihuela-Costa binnen de gemeente Orihuela aan de Costa Blanca in de provincie Alicante in de spaanse autonome regio Valencia. Cabo Roig ligt ongeveer 9,5 km ten zuiden van de havenstad Torrevieja aan de spaanse oostkust. In 2010 telde Cabo Roig 700 inwoners.(Bron INE 2010)

## Toponymie
Cabo Roig betekent letterlijk uit het Spaans vertaald afgeknabbelde kaap.
Cabo is het Spaanse woord voor kaap en Roig komt van het Spaanse werkwoord roer, wat afknabbelen betekent.
Een bijnaam voor Cabo Roig is het juweel van de Costa Blanca.

## Strand
Het gelijknamige witte zandstrand Cabo Roig ligt in een reeks van zes stranden van deelgemeente Orihuela-Costa en grenst in het noorden aan het strand La Zenia en in het zuiden aan het strand Campoamor. Het heeft een lengte van 420 meter en breedte van 18 meter. Het strand is bereikbaar via trappen en hellingen. Verder zijn er op het strand o.a. een strandwachttoren, een ehbo-post en speciale toegang voor mindervaliden. Het strand is omgeven door talrijke restaurants en onderscheiden met de Blauwe Vlag sinds 1992.

## Urbanisatie
Het begin van de bouw van deze urbanisatie ontstaat eind jaren 50, maar het plan werd gedeeltelijk afgekeurd tot 1972. De urbanisatie is gebouwd rondom een oude verdedigingstoren uit de 16e eeuw.
Cabo Roig grenst in het noorden aan de urbanisaties La Zenia, Las Amapolas IV in het westen en Aquamarina in het zuiden. In het oosten ligt Cabo Roig aan de Middellandse Zee. Cabo Roig ligt ten zuiden van de autoweg N-332, die evenwijdig ligt aan de spaanse oostkust. Aan de noordwest zijde ligt de autosnelweg AP-7.

## Jachthaven
De jachthaven van Cabo Roig bezit 207 ligplaatsen, voor plezierjachten met een lengte tot 12 m en diepgang van 1 tot 3m. De jachthaven beschikt over veel faciliteiten waaronder een droogdok, hijskraan van 3 ton (3000kg), werk-en reparatieplaats. Verder zijn er een restaurant, bar en watersportschool. Er bestaat de mogelijkheid tot o.a. duiken, jetski, windsurfen en wakeboarden.
De jachthaven is gemoderniseerd voor een bedrag van meer dan 2 miljoen euro.

## Oude Toren

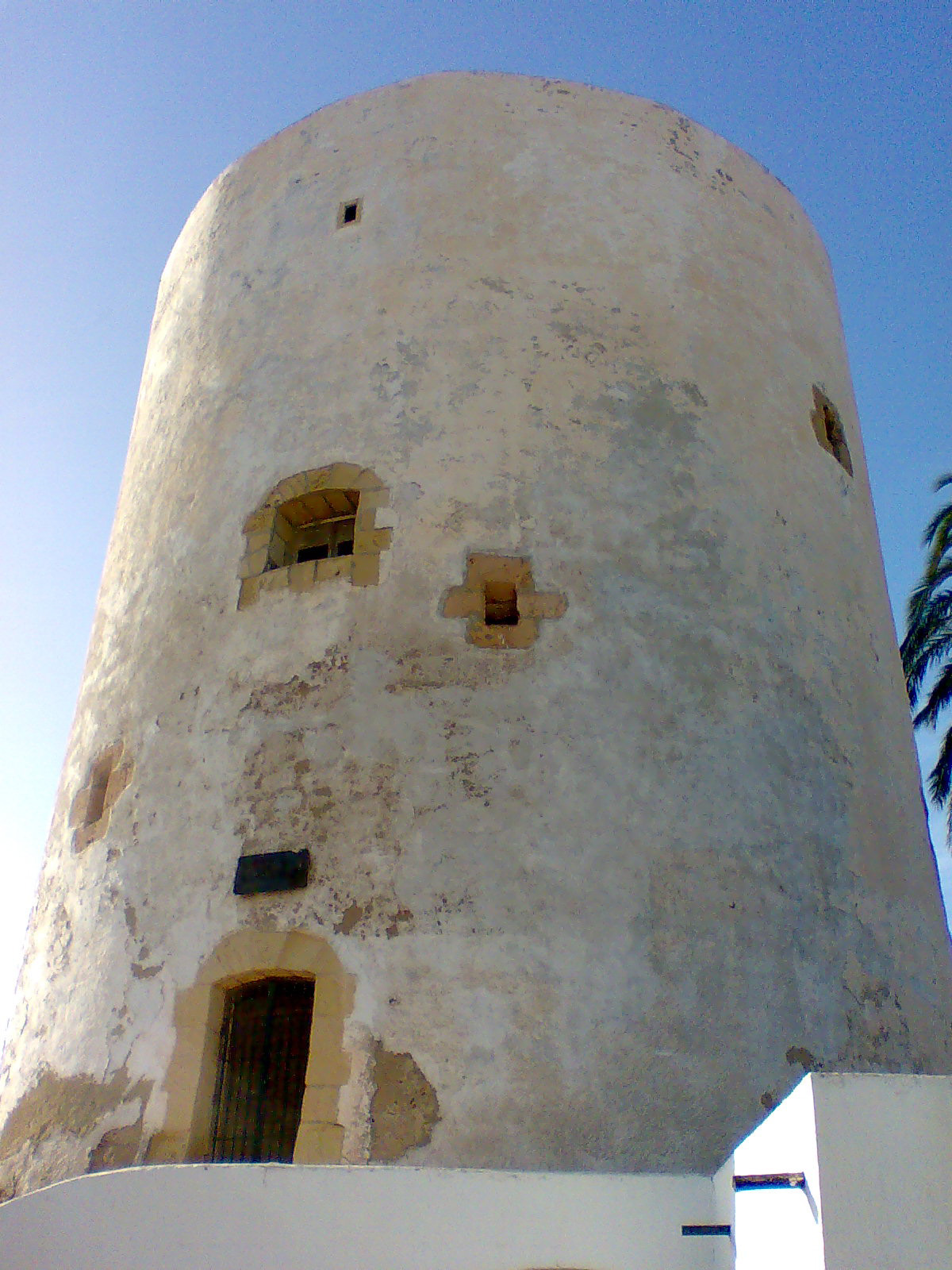
Oude verdedigingstoren van Cabo Roig.

Opvallend is de oude verdedigingstoren van Cabo Roig, gebouwd in de 16e eeuw. Oorspronkelijk een militair verdedigingswerk tegen aanvallen van piraten en berbers. De toren is opgetrokken uit gemetseld natuursteen en bevat twee verdiepingen en bovenop een terras. De toren staat sinds 1949 op de monumentenlijst en is volledig gerestaureerd in haar oude staat. Urbanisatie Cabo Roig is gebouwd rondom deze toren, die tegenwoordig deel uitmaakt van een restaurant.

## Klimaat
Cabo Roig kent een aangenaam zeeklimaat met een gemiddelde temperatuur van 20 °C en 300 zonnige dagen per jaar.

## Leefklimaat
Door de afwezigheid van zware industrie en aanwezigheid van de grote salinas (zoutmeren) in de omgeving, staat de lucht in de regio bekend als zeer schoon. Het gebied is daarom in trek bij ouderen en zieken met allerlei chronische gezondheidsklachten. Er wordt wel gezegd, dat de omgeving de gezondheid bevordert vanwege de relatief hoge concentraties jodium in de lucht door de aanwezigheid van de salinas. In de omgeving zijn veel klinieken voor hart-en vaatziekten, reuma en huidaandoeningen.

## Bezienswaardigheid
Ten noorden van Cabo Roig liggen de Salinas van Torrevieja en La Mata. Dit is een beschermd natuurgebied, waar flamingo's in het wild te zien zijn.